# 武陵郡
武陵郡，中国西汉时设置的郡，在今湖南省、湖北省、贵州省、重庆市和广西壮族自治区境。

## 建置沿革
本名义陵，治辰阳县境内，因与毗邻蛮夷地界，多次被侵扰。光武年间治所东移，从而避免被蛮夷侵扰，朝议根据《左传》中的“止戈为武”，《诗经》中的高平曰陵改义陵为武陵。

### 漢代
漢高帝五年（前202年），改黔中郡置武陵郡，治所在索县（今湖南省常德市东断港头乡城址村，一说治义陵县，今溆浦县南马田坪乡梁家坡村西北）。辖境约当今湖南省沅江流域以以西，贵州省东部，湖北省长阳、五峰、鹤峰、来凤等县，重庆市秀山土家族苗族自治县和广西壮族自治区龙胜各族自治县地。
武陵郡属荆州刺史部。西漢後期，武陵郡領十三縣：索、孱陵、臨沅、沅陵、鐔成、無陽、遷陵、辰陽、酉陽、義陵、佷山、零陽、充。王莽時，改武陵郡為建平郡，東漢初復為武陵郡。
东汉時，武陵郡移治临沅县（今湖南省常德市西），省義陵縣，佷山縣改屬南郡。漢光武帝建武二十六年（50年），析置沅南縣。漢順帝陽嘉三年（134年），改索縣為漢壽縣。其后辖境逐渐减缩。
建安十三年（208年）荆州牧刘表死后，刘备奉刘表长子刘琦继任荆州刺史，武陵太守金旋向其投降（一作抵抗失败被杀）。孙权亦夺取部分武陵郡，以黄盖为太守，后交给刘备（即借荆州）。刘琦死后，其势力推刘备继任。建安二十四年（219年），孙权派吕蒙夺取武陵郡。

### 六朝
三國時期，武陵郡屬吳。刘备发起夷陵之战时，武陵郡蛮族等叛乱响应，但被步骘平定。吳景帝永安六年（263年），分武陵郡之零陽、漊中、充、臨澧、澧陽等縣立天門郡。
晉武帝太康中，武陵郡領十一縣：臨沅、龍陽、漢壽、沅陵、黚陽、酉陽、辰陽、鐔城、沅南、遷陵、舞陽。東晉時，省鐔城縣。
宋孝武帝孝建元年（454年），分荊州立郢州，武陵郡改屬郢州。陳文帝天嘉元年（560年），分荊州之天門、義陽、南平，郢州之武陵四郡，置武州，治武陵，以武州刺史領武陵太守。

### 隋唐
隋文帝开皇九年（589年），滅陳，廢武陵郡，并临沅县、沅南县和汉寿县置武陵县，其地屬朗州。隋煬帝大業三年（607年），改朗州为武陵郡。武陵郡領二縣：武陵、龍陽。
唐高祖武德四年（621年），平蕭銑，改武陵郡為朗州。唐玄宗天寶元年（742年），改朗州為武陵郡。武陵郡領二縣：武陵、龍陽。唐肃宗乾元元年（758年），復改武陵郡為朗州。

## 武陵蛮
武陵郡境内有盘瓠种等民族，史称武陵蛮，又称五溪蛮。東晉南朝時，武陵太守、內史例加“安遠護軍”之號，以管理武陵蛮。

## 人口
- 漢平帝元始二年（2年），武陵郡有34177戶，185758口。[2]
- 漢桓帝永壽二年（156年），武陵郡有46672戶，250913口。[3]
- 晉武帝太康三年（282年），武陵郡有14000戶。[5]
- 宋孝武帝大明八年（464年），武陵郡有5090戶，37555口。[6]
- 隋煬帝大業五年（609年），武陵郡有3416戶。[8]
- 唐玄宗天寶十三載（754年），武陵郡有9306戶，43716口。[9]

## 行政長官

### 武陵太守（25年—300年代）
- 王堂，漢光武帝建武四年（28年）在任。[11]
- 魯恭，扶風平陵人，漢光武帝建武初在任，卒官。[12]
- 應郴，汝南南頓人，東漢中期在任。[13]
- 李進，漢順帝永和二年（137年）在任。[14]
- 樂仁，南陽淯陽人，東漢時在任。[15]
- 應奉，字世叔，汝南南頓人，漢桓帝永興元年（153年）出任，後坐公事免。[13]
- 陳奉，漢桓帝延熹六年（163年）在任。[16]
- 陸康，字季寧，吳郡吳人，漢靈帝光和元年（178年）出任。[17]
- 曹寅，漢獻帝初平初在任。[18]
- 穎容，字子嚴，陳國長平人，漢獻帝初平中由劉表任命，不肯起。[19]
- 劉叡，漢獻帝建安中由劉表任命。[20]
- 劉先，字始宗，漢獻帝建安中由劉表任命。[21]
- 金旋，字元機，京兆人，漢獻帝建安十四年（209年）降於劉備。[22]
- 黃蓋，字公覆，零陵泉陵人，約漢獻帝建安十四年（209年）後由孫權任命。[23]
- 吉茂，字叔暢，馮翊池陽人，曹魏時除，不之官。[24]
- 衛旌，吳大帝時在任。[25]
- 謝承，字偉平，會稽山陰人，吳大帝時在任。[26]
- 孫恢，吳郡富春人，孫吳時在任。[27]
- 鍾離牧，字子幹，會稽山陰人，吳景帝永安六年（263年）出領，後遷公安督、揚武將軍，後又復領，卒官。[28]
- 郭純，魏元帝景元四年（263年）試守，為鍾離牧所擊敗。[28]
- 羅憲，字令則，襄陽人，魏、晉之際領。[29]
- 楊宗，晉武帝時在任。[30]
- 郭景，西晉時在任。[31]
- 戴昌，西晉時在任。[32]
- 趙厥，西晉時在任。[3]
- 賈隆，晉惠帝太安二年（303年）遇害。[33]
- 苗光，晉惠帝後期在任。[29]

### 武陵內史（300年代—371年）
- 武察，晉愍帝建興中為郡夷所害。[31]
- 向碩，晉元帝太興三年（320年）十月為王敦所殺。[34]
- 范汪，字玄平，順陽人，晉成帝後期在任。[35]

### 武陵太守（371年—387年）
- 劉歆，晉孝武帝太元中在任。[36]

### 武陵內史（387年—420年）
- 羅企生，字宗伯，豫章人，晉安帝隆安三年（399年）除，未之郡。[37]
- 庾悅，字仲豫，潁川鄢陵人，晉安帝元興三年（404年）到義熙元年（405年）在任。[38][39]
- 檀祗，字恭叔，高平金鄉人，晉安帝義熙元年（405年）到五年（409年）在任。[38]
- 檀道濟，高平金鄉人，晉安帝義熙五年（409年）到八年（412年）在任。[40]
- 王鎮惡，北海劇人，晉安帝義熙八年（412年）到十一年（415年）在任。[41]

### 武陵太守（420年—435年）
- 謝述，字景先，陳郡陽夏人，宋文帝元嘉三年（426年）到六年（429年）在任。[39]

### 武陵內史（435年—453年）
- 江湛，字徽淵，濟陽考城人，宋文帝元嘉中在任。[42]
- 劉孫登，彭城人，宋文帝元嘉中在任。[41]

### 武陵太守（453年—470年）
- 王僧虔，琅邪臨沂人，宋孝武帝初在任。[43]
- 王延之，字希季，琅邪臨沂人，宋孝武帝時除，未拜。[44]

### 武陵內史（470年—502年）
- 劉悛，字士操，彭城人，宋明帝時在任。[45]
- 戴明寶，南東海丹徒人，宋明帝、後廢帝之際在任。[46]
- 蕭惠基，南蘭陵蘭陵人，宋後廢帝元徽中在任。[47]
- 蕭嶷，字宣儼，蘭陵人，宋後廢帝元徽中在任。[48]
- 袁覬，陳郡陽夏人，南朝宋後期在任。[39]
- 張澹，宋順帝昇明二年（478年）九月下獄死。[49]
- 張道文，南陽冠軍人，齊武帝永明元年（483年）伏誅。[50]
- 張欣泰，字義亨，竟陵人，齊武帝永明中在任。[51]

### 武陵太守（502年—514年）
- 張緬，字元長，范阳方城人，梁武帝天監中在任。[52]

### 武陵內史（514年—552年）
- 白渦，梁武帝普通五年（524年）在任。[53]
- 杜崱，京兆杜陵人，梁元帝太清三年（549年）承制時出任。[54]

### 武陵太守（552年—565年）
- 吳明徹，字通昭，秦郡人，陳文帝天嘉元年（560年）到二年（561年）領。[7]

### 武陵內史（565年—589年）
- 樊毅，字智烈，南陽湖陽人，陳宣帝太建初解領。[55]
- 陳方慶，吳興長城人，陳後主至德二年（584年）出領。[56]
- 鄔居業，陳後主禎明中領，禎明三年（589年）為隋軍所殺。[57]

## 國主

### 晉朝武陵國（300年代—371年，387年—403年，404年—420年）
| 武陵國（300年代—371年，387年—403年，404年—420年） |        |        |          |               |              |
| 代數                                              | 封爵   | 謚     | 姓名     | 在位時間      | 備註         |
| 1                                                 | 武陵王 | 莊王   | 司馬澹   | 300年代—311年 | 司馬伷第二子 |
| 2                                                 | 武陵王 | 哀王   | 司馬喆   |               | 司馬澹子     |
| 3                                                 | 武陵王 | 威王   | 司馬晞   | 318年—371年   | 司馬睿子     |
| 國除；後復                                        |        |        |          |               |              |
| 4                                                 | 武陵王 | 忠敬王 | 司馬遵   | 387年—403年   | 司馬晞孫     |
| 楚受禪，降封彭澤縣開國侯；晉匡復，復國            |        |        |          |               |              |
| 4                                                 | 武陵王 | 忠敬王 | 司馬遵   | 404年—408年   |              |
| 5                                                 | 武陵王 | 定王   | 司馬季度 | ？—412年      | 司馬遵子     |
| 6                                                 | 武陵王 |        | 司馬球之 | ？—420年      | 司馬季度子   |
| 宋受禪，國除                                      |        |        |          |               |              |

### 楚朝武陵國（403年—404年）
| 武陵國（403年—404年） |          |    |        |             |        |
| 代數                  | 封爵     | 謚 | 姓名   | 在位時間    | 備註   |
| 1                     | 武陵郡王 |    | 桓石康 | 403年—404年 | 桓豁子 |
| 晉匡復，國除          |          |    |        |             |        |

### 南朝宋武陵國（435年—453年，470年—479年）
| 武陵國（435年—453年，470年—479年）丨食邑2000戶→5000戶 |          |    |      |             |              |
| 代數                                                  | 封爵     | 謚 | 姓名 | 在位時間    | 備註         |
| 1                                                     | 武陵郡王 |    | 劉駿 | 435年—453年 | 宋文帝第三子 |
| 即皇帝位，國除；後復                                  |          |    |      |             |              |
| 2                                                     | 武陵郡王 |    | 劉贊 | 470年—479年 | 劉駿弟子     |
| 齊受禪，國除                                          |          |    |      |             |              |

### 南朝齊武陵國（479年—502年）
| 武陵國（479年—502年）丨食邑2000戶 |          |      |        |             |              |
| 代數                              | 封爵     | 謚   | 姓名   | 在位時間    | 備註         |
| 1                                 | 武陵郡王 | 昭王 | 蕭曄   | 479年—494年 | 齊高帝第五子 |
| 2                                 | 武陵郡王 |      | 蕭子某 | ？—502年    | 蕭曄子       |
| 梁受禪，國除                      |          |      |        |             |              |

### 南朝梁武陵國（514年—552年）
| 武陵國（514年—552年）\|食邑2000戶 |          |        |      |             |              |
| 代數                              | 封爵     | 謚     | 姓名 | 在位時間    | 備註         |
| 1                                 | 武陵郡王 | 貞獻王 | 蕭紀 | 514年—552年 | 梁武帝第八子 |
| 即皇帝位，國除                    |          |        |      |             |              |

### 南朝陳武陵國（565年—589年）
| 武陵國（565年—589年） |          |    |        |             |              |
| 代數                  | 封爵     | 謚 | 姓名   | 在位時間    | 備註         |
| 1                     | 武陵郡王 |    | 陳伯禮 | 565年—589年 | 陳文帝第十子 |
| 陳亡，國除            |          |    |        |             |              |

## 徵引文獻及註释
1. ↑  《晋书·潘京传》
2. 1 2  《漢書 卷二十八上 地理志第八上》
3. 1 2 3  《後漢書 志第二十二 郡國四》
4. ↑  《三國志 卷四十八 吳書三 三嗣主傳第三》
5. 1 2  《晉書 卷十五 志第五 地理下》
6. 1 2  《宋書 卷三十五 志第二十五》
7. 1 2  《陳書 卷三 本紀第三》
8. 1 2  《隋書 卷三十一 志第二十六》
9. 1 2  《舊唐書 卷四十 志第二十》
10. ↑  《宋書 卷四十 志第三十》
11. ↑  《後漢書 卷十七 馮岑賈列傳第七》
12. ↑  《後漢書 卷二十五 卓魯魏劉列傳第十五》
13. 1 2  《後漢書 卷四十八 楊李翟應霍爰徐列傳第三十八》
14. ↑  《後漢書 卷六 孝順孝沖孝質帝紀第六》
15. ↑  《新唐書 卷七十三 表第十三》
16. ↑  《後漢書 卷七 孝桓帝紀第七》：武陵蛮复叛，太守陈奉与战，大破降之。
17. ↑  《後漢書 卷三十一 郭杜孔張廉王蘇羊賈陸列傳第二十一》
18. ↑  《三國志 卷四十六 吳書一 孫破虜討逆傳弟一》裴註引《吳錄》
19. ↑  《後漢書 卷七十九下 儒林列傳第六十九下》
20. ↑  《晉書 卷十二 志第二》
21. ↑  《三國志 卷六 魏書六 董二袁劉傳第六》裴註引《零陵先賢傳》
22. ↑  《三國志 卷三十二 蜀書二 先主傳第二》
23. ↑  《三國志 卷五十五 吳書十》
24. ↑  《三國志 卷二十三 魏書二十三 和常楊杜趙裴傳第二十三》裴註引《魏略》
25. ↑  《三國志 卷六十一 吳書十六 潘濬陸凱傳第十六》裴註引《吳書》
26. ↑  《三國志 卷五十 吳書五 妃嬪傳第五》裴註引《會稽典錄》
27. ↑  《三國志 卷五十一 吳書六 宗室傳第六》
28. 1 2  《三國志 卷六十 吳書十五 賀全呂周鍾離傳第十五》
29. 1 2  《晉書 卷五十七 列傳第二十七》
30. ↑  《晉書 卷四十二 列傳第十二》
31. 1 2  《晉書 卷四十三 列傳第十三》
32. ↑  《晉書 卷九十 列傳第六十》
33. ↑  《晉書 卷四 帝紀第四》
34. ↑  《晉書 卷六 帝紀第六》
35. ↑  《晉書 卷七十五 列傳第四十五》
36. ↑  伍安贫：《武陵图志》
37. ↑  《晉書 卷八十九 列傳第五十九》
38. 1 2  《宋書 卷四十七 列傳第七》
39. 1 2 3  《宋書 卷五十二 列傳第十二》
40. ↑  《宋書 卷四十三 列傳第三》
41. 1 2  《宋書 卷四十五 列傳第五》
42. ↑  《宋書 卷七十一 列傳第三十一》
43. ↑  《南齊書 卷三十三 列傳第十四》
44. ↑  《南齊書 卷三十二 列傳第十三》
45. ↑  《南齊書 卷三十七 列傳第十八》
46. ↑  《宋書 卷九十四 列傳第五十四》
47. ↑  《南齊書 卷四十六 列傳第二十七》
48. ↑  《南齊書 卷二十二 列傳第三》
49. ↑  《宋書 卷十 本紀第十》
50. ↑  《南齊書 卷二十五 列傳第六》
51. ↑  《南齊書 卷五十一 列傳第三十二》
52. ↑  《梁書 卷三十四 列傳第二十八》
53. ↑  《梁書 卷二十五 列傳第十九》
54. ↑  《梁書 卷四十六 列傳第四十》
55. ↑  《陳書 卷三十一 列傳第二十五》
56. ↑  《陳書 卷十四 列傳第八》
57. ↑  《陳書 卷二十八 列傳第二十二》
58. ↑  《晉書 卷九十九 列傳第六十九》